# Francisco Altino Lima
Francisco Altino Lima (Saboeiro, 29 de janeiro de 1924 — São Paulo, 15 de maio de 1989) foi um político brasileiro, prefeito da cidade de São Paulo interinamente entre 15 de março a 10 de maio de 1983, na condição de presidente da Câmara Municipal, sucedendo a Antônio Salim Curiati.

## Histórico
Nascido no interior do Ceará, Francisco Altino Lima chegou à cidade de São Paulo ainda adolescente, onde trabalhou por 3 anos na Light Serviços de Eletricidade (Light S.A.) e 28 anos na Telecomunicações de São Paulo (TELESP) onde se aposentou. Formou-se em Direito na Pontifícia Universidade Católica de São Paulo (PUC-SP) em 1972. Entrou na política em 1976, influenciado pelo Deputado Federal Freitas Nobre como 4º suplente da Câmara Municipal de São Paulo, assumindo a vereança posteriormente. Foi reeleito em 1982. Em 15 de março de 1983 foi eleito presidente da Câmara Municipal, e desta forma prefeito interino devido à inexistência do cargo de vice-prefeito. Um dos seus poucos atos à frente da prefeitura foi renomear a Estrada do Lajeado no bairro de São Miguel Paulista para Avenida Nordestina. Ao fim do período reassumiu seu cargo na presidência da Câmara Municipal até o fim do seu mandato em 31 de janeiro de 1985. Foi reeleito para mais um mandato em 1988, porém faleceu no decorrer do mesmo em 15 de maio de 1989.

## Links
- Lista de prefeitos no site da Prefeitura Municipal de São Paulo
- http://www.meuadvogado.com.br/advogado/francisco-altino-lima.html